# Casa del Fascio (Reggio Calabria)
La Casa del Fascio di Reggio Calabria, esempio di architettura razionalista progettata dall'architetto reggino Flaminio De Mojà, fu inaugurata alla fine del 1936. Il complesso era costituito dalla Caserma dei Giovani Fascisti «Luigi Razza» e dalla sede della Federazione dei Fasci di Combattimento. Il complesso è oggi considetato uno dei monumenti razionalisti più importanti della città e oggetto, negli anni, di varie attività di recupero dell'architettura oginale. All'epoca della sua costruzione fu giudicato coma «La più bella Casa del Fascio d'Italia» e «una fra le migliori opere architettoniche d'Italia».
Durante il fascismo la casa costituiva il centro politico, culturale e sociale reggino; al suo interno era ospitata la caserma dei Giovani Fascisti di Reggio Calabria, intitolata a Luigi Razza, ex ministro del governo Mussolini deceduto nel 1935 in un incidente aereo.
Internamente era decorato di bassorilievi e simboli del regime, rimossi poi con la caduta del fascismo. 
Sul tetto dell'edificio era presente una balconata che si affacciava sull'adiacente piazza del Popolo, sulla quale si affaccia, anche, un podio al centro della corte interna.
Il 31 marzo 1939 dal podio Benito Mussolini, giunto a Reggio Calabria al termine di una visita in Calabria, pronunciò un discorso alla popolazione che gremiva Piazza del Popolo.

## La struttura e il podio
La struttura è suddivisa in due sezioni comunicanti, una ospitante il palazzo con un cortile interno. L'altra è una grande piazza delimitata da grandi monoliti in pietra e scalinate di accesso. Denominata "piazza del popolo", ospita il mercato locale. 
Elemento spartiacque tra le due zone è il podio, posto al centro, dal cortile interno affaccia sulla piazza esterna. 
Dal lato del cortile interno, lato di accesso al podio, nella parte bassa dello stesso è presente una piccola sala, chiusa da una cancellata, che ospita diversi mosaici di epoca fascista abbandonati. 
Nella parte prospiciente la piazza sono ancora visibili le tre lastre bronzee che raffigurano: la potenza militare di Roma (piastra 1) e scene agresti, simboleggianti forza e fertilità (piastre 2 e 3).
Originariamente, sulla parte più alta era collocata l'aquila littoria, in marmo bianco, rimossa, oggi è visibile solo il piedistallo.
Oggi l'edificio, riqualificato, ospita la sezione staccata del TAR della Calabria.